# Rohirrim
De Rohirrim zijn een ruitervolk uit de werken van J.R.R. Tolkien dat leeft in Rohan, het land ten noorden van Gondor.

## Éothéod
De Rohirrim stammen af van Noordmannen, die aan de oostelijke zijde van het Demsterwold woonden. De Noordmannen van Rhovanion vormden een soort confederatie van volkeren, die etnisch verwant waren aan de volkeren van Gondor en Arnor, en trouw aan hen waren. Ze vormden een bolwerk tegen Mordor en de Oosterlingen. In de 17e eeuw van de Derde Era waren ze echter sterk verzwakt door een pest, en vielen uiteen. Een groot deel van hen werd onderworpen door Oosterlingen, de zogenaamde Wagenrijders.
Een deel van het Noordmannenvolk ontkwam aan deze vernietiging en slavernij, en vestigde zich aan de bovenloop van de Anduin. Ze noemden zich de Éothéod. Toen het koninkrijk Gondor bijna verslagen werd door de Haradrim en de Balchoth, beantwoorden de Éothéod en roep om hulp van Gondor en onder leiding van hun koning Eorl de Jonge ontzetten ze Gondor in Calenardhon. De Oosterlingen werden vernietigend verslagen door de Éothéod. Calenardhon werd toen aan de Éothéod geschonken en het koninkrijk Rohan was geboren.

## Rohan
Als beloning gaf de stadhouder van Gondor de provincie Calenardhon, behalve het fort Angrenost in het westen, aan de Éothéod om er te wonen. De Éothéod noemden zich vanaf dat moment de Eorlingas, volgers van Eorl, hun koning en noemden hun nieuwe land de Mark van de Ruiters. In Gondor werd het koninkrijk Rohan genoemd en noemde men het volk de Rohirrim. Hun eerste hoofdstad woonstede was Alburg en later Edoras.

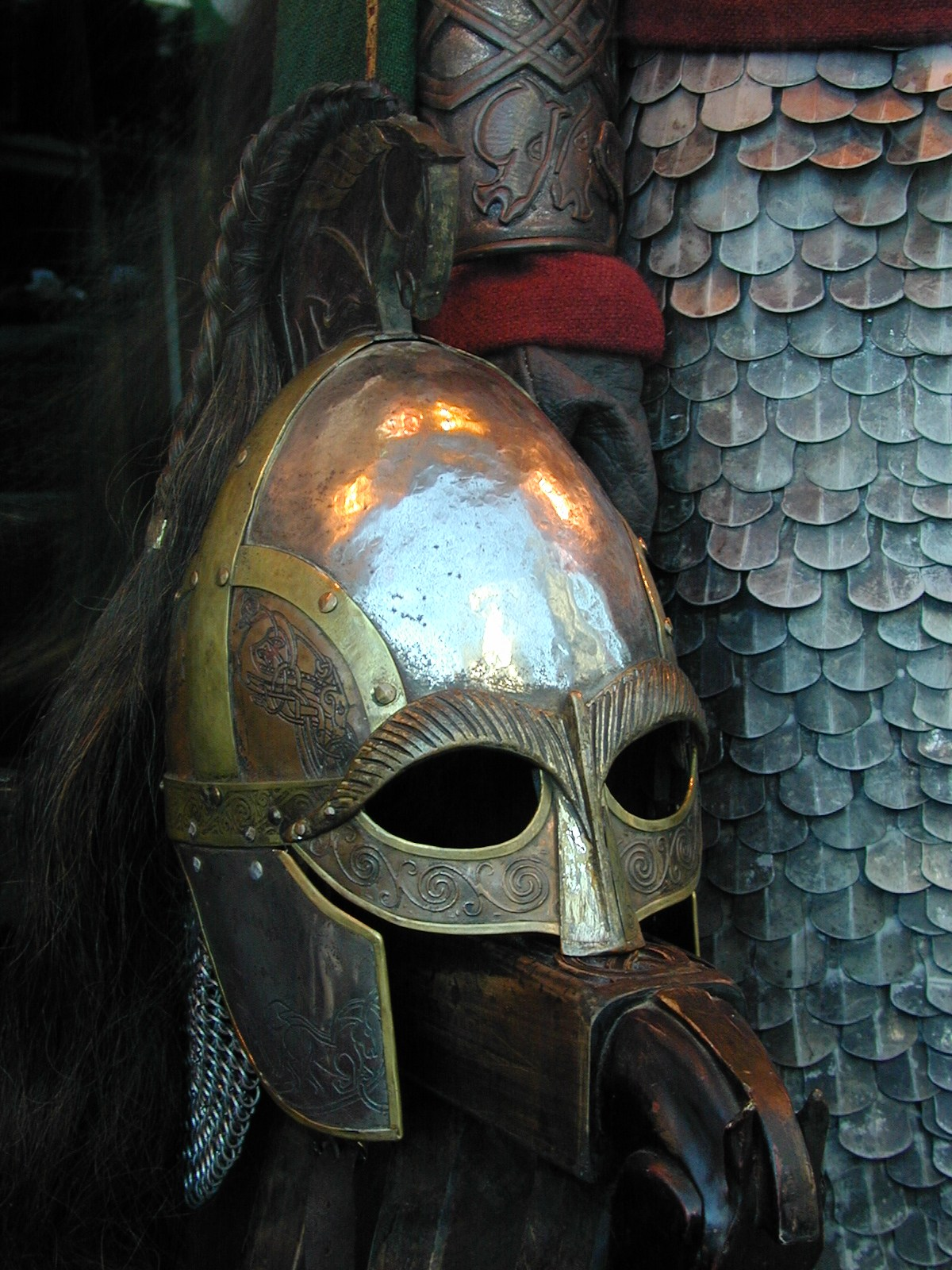
Een Rohirrische helm uit Peter Jacksons verfilmingen

Lang leefden de Rohirrim in voorspoed, maar zij hadden ook vijanden, deels dezelfde als Gondor: de Orks uit de Nevelbergen en Mordor. Deze vielen af en toe Rohan binnen om paarden te stelen. Ze brandden dan dorpen plat in de oostmarken. Maar de voornaamste vijanden van de Rohirrim waren de Donkerlanders die westelijk van Isengard woonden. Eens woonden zij in het noordwesten van Rohan, voor Gondor de grip op dit land verloor. De Rohirrim dreven de Donkerlanders terug achter de Nevelbergen.

## De Oorlog van de Ring
In de Derde Era echter, bij de terugkeer van Sauron naar Mordor kregen de Rohirrim een nieuwe vijand. De tovenaar Saruman had Isengard overgenomen van Gondor, en was door Sauron verleid. Saruman verzamelde alle Orks uit de omgeving, en kreeg steun van de Donkerlanders. In Isengard lag een leger van tienduizenden Uruk-hai en Donkerlanders om Rohan te verpletteren. Saruman boekte aanvankelijk grote successen. De voorden van de Isen werden veroverd en heel de Westfold onder de voet gelopen. Maar bij Helmsdiepte keerde het tij. Het leger van Isengard werd verslagen, en de Enten van Fangorn veroverden Isengard op de Orks.
Na de Oorlog om de Ring is er niet veel bekend over Rohan, behalve dat de Westmark, westelijk van de Nevelbergen, weer werd opgenomen in het rijk.